# Grand Duben
 (janvier 2023).
Le Grand Duben (ukrainien : Великий Дубень, Welikij Duben ; parfois juste : Дубень, Duben), est un torrent de montagne, situé en Ukraine dans le raïon Sambir Raion dans l'Oblast de Lviv. C'est un affluent gauche du Dniestr (dans le bassin du Dniestr).

## Description
La rivière mesure 6,5 km de long , la distance la plus courte entre la source et l'embouchure est de 4,14 km et le coefficient de méandre de la rivière est de 1,57. Il est formé par de nombreux torrents de montagne.
Près de l'embouchure du torrent passe l'autoroute H13 (la route nationale d'importance nationale sur le territoire de l'Ukraine, Lviv – Sambir – Uzhhorod). Elle traverse le territoire de l'Oblast de Lviv et de l'Oblast de Transcarpatie.
Sur la rive droite du rivière, dans l'estuaire, se trouve un monument naturel géologique d'importance locale : la Pierre de Spas.

## Lieu
Il s'élève au nord du village de Strilky entre les montagnes Duben (640 m) et Holownya (668 m). D'abord, il s'écoule dans une direction nord-ouest à travers une forêt mixte, puis principalement dans une direction nord-est à travers le village de Spas et se jette dans le Dniestr (au nord de Spas).